# اوستیس (فلوریدا)
اوستیس (به انگلیسی: Eustis) شهری در شهرستان لیک ایالت فلوریدا است که در سال ۱۸۸۳ بنیان‌گذاری شده‌است. این شهر طبق سرشماری سال ۲۰۱۰ میلادی، ۱۸٬۵۵۸ نفر جمعیت داشته و مساحت آن نیز ۲۴٫۹ کیلومتر مربع است.